# Основа Льюїса
Осно́ва Лью́їса (англ. Lewis base) —  це будь-яка хімічна сполука або частинка, що в ході хімічної реакції здатна виступати донором пари електронів шляхом успільнення електронної пари з кислотою Льюїса, координуючись з нею в аддукт Льюїса та утворюючи дативний зв'язок:
R3B + :NR3 → R3B-NR3
Зв'язок з кислотою Льюїса утворюється за допомогою найвищої заповненої молекулярної орбіталі (англ. highest occupied molecular orbital, HOMO).
Виділяють нейтральні основи Льюїса, до яких відносяться аміни з формулою NH3−Rх (R — алкіл або арил), піридини та їхні похідні, фосфіни PR3−Aх (R — алкіл або арил) та їхні похідні, тощо.